# Leeuwenhof (Drongen)
Het Leeuwenhof is een voormalige zandwinningsplas langs de Ringvaart te Drongen in de Belgische provincie Oost-Vlaanderen. Het gebied is gescheiden van de Bourgoyen door de Ringvaart en de grote ring rond Gent. 's Winters bevriest het ondiepe water in de Bourgoyen vaak en komen de vogels naar dit dieper water overvliegen.
Ook het weggetje dat aan de noordkant langs het gebied gaat heet 'Leeuwenhof'.